# Raoul Pictet

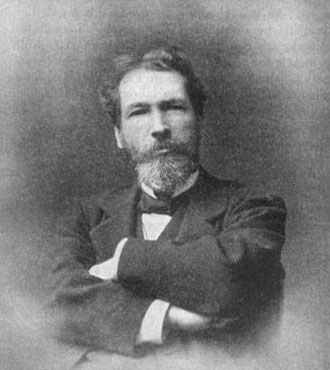
Raoul Pictet

Raoul Pierre Pictet (* 4. April 1846 in Genf; † 27. Juli 1929 in Paris) war ein Schweizer Physiker mit Forschungsschwerpunkt im Bereich der Tieftemperaturphysik. Nach ihm ist die Pictet-Troutonsche Regel benannt.
Nach dem Studium in seiner Heimatstadt Genf und in Paris nahm Raoul Pictet als Sekretär des Schweizer Gesandten an der Eröffnung des Sueskanals 1869 teil und war von 1871 bis 1874 in Ägypten tätig. Nach Genf zurückgekehrt, arbeitete er zunächst Lehrer, ab 1879 als Professor an der Universität Genf. Dort wies Pictet nach, dass sich Wasserstoff, Stickstoff und Sauerstoff unter Anwendung hohen Drucks und tiefer Temperaturen in den flüssigen Aggregatzustand überführen lassen und dann sogar fest werden können. Ähnliche Ergebnisse erzielte etwa um dieselbe Zeit Louis Paul Cailletet in Paris mit einer anderen technischen Anwendung.
1881 beschrieb Pictet in seiner Patentschrift „Neuerungen an Schiffskörpern“ erstmals das Prinzip des Gleiters. Darin deutete er auch den wichtigen Zusammenhang der Überwindung des Wellenwiderstandes an.
Pictet lebte seit 1886 in Berlin, wo er ein Laboratorium für Tieftemperaturphysik aufbaute und an der Berliner Universität lehrte. Er war auch unternehmerisch tätig und produzierte bzw. vertrieb Kältemaschinen. 1889 war er dem Verein Deutscher Ingenieure (VDI) beigetreten.

## Schriften
- Mémoire sur la liquéfaction de l'Oxygène, la liquéfaction et la solidification de L'hydrogène et sure les théories des changements des corps. Paris 1878
- Synthèse de la chaleur. Paris 1879
- Sur la synthèse de la chaleur. Genf 1895
- Zur mechanischen Theorie der Explosivstoffe. Weimar 1902